# 在日韓国青年同盟
在日韓国青年同盟（ざいにちかんこくせいねんどうめい）は、16～35歳の在日韓国人青年が加入している在日韓国民主統一連合（韓統連）の傘下団体。略称は韓青（はんちょん）。

## 概要
韓青の歴史は、1945年11月に在日朝鮮人連盟（朝連）から分離・結成された朝鮮建国促進青年同盟（建青）にまでさかのぼる。建青は1950年8月に在日本大韓民国居留民団（民団）の傘下団体となり、大韓青年団と改称してからは1950年代を通じて李承晩（第一共和国）の御用団体的な存在であった。だが、1960年に韓国本国で四月革命が起きると、その影響を受けた団員の手によって同年10月9日に大韓青年団は組織改編され、「権力にこびない、金力に誘惑されない、暴力に屈しない、真理と正義にいきる青年運動」を行う団体として韓青に生まれ変わった。
しかし、1961年に5・16軍事クーデターが起きると、民団では本国の軍事政権（朴正煕政権）との関係を重視する中央執行部（従属派）と四月革命の完遂を目指す一部の団員（民主派）とが対立するようになり、韓青は民主派の一員として民団内の勢力結成に力を注ぐようになった。民団執行部と韓青の対立は日韓基本条約締結（1965年）や本国の3選改憲（1969年）を機に激化し、1971年の民団団長選出選挙が韓国中央情報部（KCIA）の介入を受け従属派の勝利で終わると、両者の対立は暴力化し民団自体を分裂させかねないほど過激になった。そのため、民団執行部は1972年7月に韓青の傘下団体認定の取り消しを決定し、韓青は一旦独立した団体として自立せざるを得なくなった。
韓青は民団離脱直後から独自の活動を取り始め、同年同月に南北共同宣言が発表されると、在日本朝鮮人総聯合会（朝鮮総連）傘下の在日本朝鮮青年同盟（朝青）と共同大会を開き、共同宣言に盛られた祖国統一三大原則（自主・平和・民族大団結）を在日韓国・朝鮮人社会に浸透させる活動を活発化させた。その一方で、韓青は本国の維新体制に反対する「反独裁民主化闘争」を展開していたが、1973年には反維新体制的な韓国人を糾合する金大中の運動に参加し、同年8月15日に韓国民主回復統一促進国民会議（韓民統）が結成されるとその傘下に入った。以降、韓青は韓民統と一体となった活動を行なうようになり、1989年に組織が韓統連へ改編されてからも韓統連の一員として青年を対象とした活動に専念している。

## 活動
- 平和運動・祖国統一運動の推進[5]
- 朝鮮語教室の実施[6]
- 韓国の地理・歴史・文化等に関する学習会（青年セミナー）[7]
- その他団員同士の交流活動　等々

### 親北
2016年12月20日には共闘関係にある連帯ユニオンの関生支部から９名が参加した大阪・生野での「朴槿恵は退陣せよ！」と叫ぶろうそくデモを、韓国から親北の反国家団体と認定されている韓統連と共に主催して約100人ほど集めている。

## 地方組織
韓青本部は、東京都千代田区神田佐久間町にある韓統連本部の施設の一角にある。また、日本各地にある韓青の地方本部も、全てが韓統連の地方本部と同じ施設を共用している。（具体的な内容は在日韓国民主統一連合#地方組織と傘下団体参照。）ただし、地方支部については、活動上の便宜から独自の支部が設られている場所もある。